# بيدرو ديلغادو (لاعب كرة قدم)
بيدرو ديلغادو (بالصينية: 佩德罗·德尔加多) (7 أبريل 1997 في البرتغال - ) هو لاعب كرة قدم برتغالي في مركز الوسط. لعب مع إنتر ميلان.

## وصلات خارجية
- بيدرو ديلغادو على موقع قاعدة بيانات كرة القدم.إي يو (الإنجليزية)
- بيدرو ديلغادو على موقع Soccerway.com (الإنجليزية)
- بيدرو ديلغادو على موقع AS.com (الإسبانية)